# 进步工党
进步工党（英語：Progressive Labour Party，缩写为PLP）是百慕大的一个中间偏左政党，奉行社会民主主义和社会保守主义。该党成立于1963年2月10日，是百慕大历史上第一个政党，也是百慕大现存最古老的政党。该党曾在1998年—2012年执政，并自2017年起再次执政至今。